# Shaquan Jules
Shaquan Isiah Peter Jules (Atlanta, 23 settembre 1999) è un cestista statunitense con cittadinanza americo-verginiana.

## Carriera

### Nazionale
Nel 2022 ha partecipato, con la nazionale americo-verginiana, ai Campionati americani, conclusi all'ultimo posto finale.